# Thạch Thu Thảo
Thạch Thu Thảo (sinh ngày 13 tháng 8 năm 2001) là một hoa khôi, á hậu, người mẫu Việt Nam, cô là Hoa khôi Đại học Nam Cần Thơ 2021, Á hậu 2 Hoa hậu các Dân tộc Việt Nam 2022 và đại diện Việt Nam tham dự Hoa hậu Trái Đất 2022 tổ chức tại Philippines và cán đích với vị trí Top 20 chung cuộc.

## Tiểu sử
Thạch Thu Thảo, sinh ngày 13 tháng 8 năm 2001, gốc Khmer. Cô là sinh viên của trường Trường Đại học Nam Cần Thơ

## Sự nghiệp

### Hoa khôi Đại học Nam Cần Thơ
Năm 2021, cô tham dự cuộc thi Hoa khôi của trường Trường Đại học Nam Cần Thơ và xuất sắc đăng quang ngôi vị cao nhất chung cuộc.

### Hoa hậu Hoàn vũ Việt Nam
Năm 2022, cô đăng ký dự thi Hoa hậu Hoàn vũ Việt Nam 2022 và dừng chân tại Top 71 chung cuộc.

### Hoa hậu các Dân Tộc Việt Nam
Sau khi dừng chân ở Top 71 cuộc thi Hoa hậu Hoàn vũ Việt Nam 2022, cô tiếp tục đăng ký dự thi Hoa hậu các Dân tộc Việt Nam 2022 và đăng quang ngôi vị Á hậu 2 đồng thời nhận giải thưởng phụ Người đẹp Thời trang Dân tộc.

### Hoa hậu Trái Đất 2022
Trong buổi họp báo của Công ty Nova Entertainment về việc đăng cai cuộc thi Hoa hậu Trái Đất 2023 tại Nha Trang, Việt Nam, Thu Thảo được công bố sẽ là đại diện nhan sắc tiếp theo của Việt Nam chinh chiến tại đấu trường nhan sắc quốc tế Hoa hậu Trái Đất 2022, được tổ chức tại Philippines. Cô đã cán đích vị trí Top 20 

## Thành tích sắc đẹp
- Chiến thắng Hoa khôi Đại học Nam Cần Thơ 2021
- Top 71 Hoa hậu Hoàn vũ Việt Nam 2022
- Á hậu 2 Hoa hậu các Dân tộc Việt Nam 2022
  - Giải phụ: Người đẹp Thời trang Dân tộc
- Top 20 Hoa hậu Trái Đất 2022[8]